# Ламбан, Хавьер
Франсиско Хавьер Ламбан Монтаньес (исп. Francisco Javier Lambán Montañés; 19 августа 1957, Эхеа-де-лос-Кабальерос — 15 августа 2025, там же) — испанский политик, член Испанской социалистической рабочей партии (PSOE). Занимал пост президента правительства автономного сообщества Арагон с 2015 по 2023 год.

## Биография
Родился 19 августа 1957 года в Эхеа-де-лос-Кабальерос, провинция Сарагоса. Окончил Университет Барселоны по специальности «История», а затем получил степень доктора исторических наук в Университете Сарагосы, защитив диссертацию на тему аграрной реформы в Арагоне в период Второй республики.
Политическую карьеру начал в 1983 году, став членом муниципального совета Эхеа-де-лос-Кабальерос. С 1999 по 2011 год занимал пост президента провинциального совета Сарагосы. В 2007 году был избран мэром своего родного города, эту должность он занимал до 2014 года.
В 2011 году стал депутатом Кортесов Арагона. В 2012 году был избран генеральным секретарём регионального отделения PSOE в Арагоне.
В 2015 году был избран президентом правительства Арагона, сформировав коалиционное правительство. В 2019 году был переизбран на этот пост, возглавив четырёхпартийную коалицию.
В феврале 2021 года Ламбан объявил, что у него диагностирован рак толстой кишки, но он продолжит исполнять свои обязанности. Несмотря на болезнь, он оставался активным в политике до 2023 года, когда завершил свой второй срок на посту президента правительства Арагона.
После ухода с поста президента был назначен сенатором от автономного сообщества. В январе 2025 года объявил о завершении политической карьеры.
Скончался 15 августа 2025 года в возрасте 67 лет в своём родном городе от рака толстой кишки, которым он страдал с 2021 года.